# Habenaria depressifolia
Habenaria depressifolia är en orkidéart som beskrevs av Frederico Carlos Hoehne. Habenaria depressifolia ingår i släktet Habenaria och familjen orkidéer. Inga underarter finns listade i Catalogue of Life.